# Helga Mühlberg-Ulze
Helga Mühlberg-Ulze es una deportista de la RDA que compitió en piragüismo en la modalidad de aguas tranquilas. Ganó tres medallas en el Campeonato Mundial de Piragüismo, en los años 1963 y 1966.

## Palmarés internacional
| Campeonato Mundial | Campeonato Mundial    | Campeonato Mundial | Campeonato Mundial |
| Año                | Lugar                 | Medalla            | Evento             |
| ------------------ | --------------------- | ------------------ | ------------------ |
| 1963               | Jajce (Yugoslavia)    | Medalla de bronce  | K4 500 m           |
| 1966               | Berlín Oriental (RDA) | Medalla de oro     | K2 500 m           |
| 1966               | Berlín Oriental (RDA) | Medalla de bronce  | K4 500 m           |